# Балканський потік
Балканський потік — трубопровід, споруджений за ініціативою Росії для постачання природного газу до низки балканських країн в обхід України.
У межах російської стратегії з припинення газового транзиту через Україну був споруджений чи розпочатий будівництвом ціла низка трубопроводів. «Північний потік» дозволив задовольнити потреби Німеччини та розташованих західніше від неї країн, «Північний потік 2» здатний забезпечити поставки до Австрії, Італії, Словенії та Хорватії, а доправлений по «Турецькому потоку» ресурс може подаватись до Греції та Болгарії через інфраструктуру, що вже існує. Втім, постачання в обхід України ряду балканських країн — Угорщини, Сербії та Боснії — потребувало створення нового маршруту, здатного перекачувати значні обсяги блакитного палива (сумарно ці три країни закупили 2019 року 12,8 млрд м3 російського газу, з яких 10,5 млрд м3 припали на Угорщину).
З урахуванням сказаного вище, «Турецький потік» спроєктували двонитковим, при цьому одна з ниток (пропускна здатність кожної становить 15,75 млрд м3 на рік) була потрібна саме з огляду на майбутні поставки на Балкани. Транспортування ресурсу від західного кордону Туреччини має забезпечити система «Балканський потік», котра складається з таких ділянок:
- споруджена 2019 року перемичка довжиною 11 км від завершення 2-ї нитки Турецького потоку до компресорної станції Странджа;
- реверсована ділянка до компресорної станції Провадія болгарського Транзитного газопроводу, спорудженого в 1980-х для поставок блакитного палива від румунського кордону до Туреччини. Цей відтинок має довжину 155 км та розрахований на робочий тиск у 5,4 МПа;
- нова ділянка довжиною 484 км з робочим тиском 7,5 МПа, маршрут якої пролягає через північну Болгарію, від Провадії до прикордонного сербського Заєчару. Перекачування газу розпочалось тут у грудні 2020 року, після спорудження біля 300 км трубопроводу від Полскі-Сеновец до кордону з Сербією (ця тимчасова схема з пропускною здатністю 8 млн м3 на добу є можливою завдяки використанню спорудженого у 1970-х роках Північного газопровідного напівкільця);
- нова ділянка довжиною 403 км від Заєчару до Хоргошу на сербсько-угорському кордоні, котру ввели в експлуатацію 1 січня 2021-го. У районі Веліка-Плана Балканський потік зустрічається з головним сербським газопроводом Хоргош — Ніш, через який нині відбувається подача ресурсу споживачам у Сербії та транзит до Боснії;
- завершальний відтинок по угорській території до вимірювальної станції Kiskundorozsma довжиною 14 км, який має бути завершений до осені 2021 року.
Діаметр усіх споруджених у межах проєкту нових ділянок становить 1200 мм.
Передбачається спорудження на території Болгарії компресорних станцій Расово та Нова Провадія (запуск першої дозволить збільшити добову потужність трубопроводу з 15 до 20 млн м3, а після введення другої цей показник досягне 38 млн м3). На території Сербії в районі Веліка-Плана планується звести компресорну станцію Жабарі.